# Ottavio Gonzaga
Ottavio Gonzaga (Palermo, 10 maggio 1543 – Milano, 25 aprile 1583) e signore di Cercemaggiore dal 1559.

## Biografia
Fu l'ottavo figlio di Ferrante I Gonzaga, signore di Guastalla, e di Isabella di Capua.
Nel 1548 venne inviato in Spagna per far parte della corte dell'infante Don Carlos, figlio di Filippo II di Spagna. Alla morte del padre nel 1557 si prese cura di lui il cardinale Ercole Gonzaga.
Nel 1565 sposò Isabella da Correggio, vedova di Giberto II Pio, signore di Sassuolo, figlia del conte Manfredo e Lucrezia d'Este, che morì pochi anni dopo e da cui non ebbe figli.
Nel 1575 si risposò con Cecilia de' Medici (1553-17 settembre 1616), figlia di Agosto II marchese di Melegnano (1501-1570), dei Medici di Melegnano.
Divenne nel 1565 cavaliere di ventura prestando soccorso a Malta durante l'assedio turco. Si mise al servizio del duca d'Alba, accompagnandolo in Fiandra e svolgendo per lui anche incarichi diplomatici. Ormai trasferitosi in Spagna, svolse vari incarichi alla corte di Filippo II.
Nel 1571, accanto a don Giovanni d'Austria, prese parte alla Battaglia di Lepanto contro i turchi e ad altre spedizioni belliche. Il suo contributo venne così apprezzato che ricevette dallo stesso re la nomina a colonnello e a consigliere di don Giovanni, che accompagnò in ogni sua spedizione.
Divenne membro del consiglio del nuovo governatore generale nelle Fiandre e seguì da vicino le vicende politico militari di quel paese riferendo al duca Guglielmo Gonzaga e ad Ottavio ed Alessandro Farnese.
Nel 1578 don Giovanni morì e il suo posto di governatore generale dei Paesi Bassi venne preso dal principe di Parma.
Con la stipulazione della pace di Arras, ad Ottavio venne impartito di far uscire dai Paesi Bassi le truppe spagnole e italiane spostandole in Italia.
Dopo un breve soggiorno in Spagna, si stabilì definitivamente a Milano, dove morì nell'aprile del 1583.

## Discendenza
Ottavio e Cecilia ebbero due figli:
- Ercole (? – 1640), militare;[1]
- Gian Ottavio,[1] che sposò Antonia Carafa da cui ebbe il figlio Ottavio (? – 1617).

Ebbe inoltre un figlio naturale da donna ignota:
- Francesco, cavaliere dell'Ordine di Malta.[1]

## Ascendenza
|                       |                   |                            | Genitori                         |  |  | Nonni |  |  | Bisnonni           |  |  | Trisnonni           |  |
|                       |                   |                            |                                  |  |  |       |  |  | Federico I Gonzaga |  |  | Ludovico II Gonzaga |  |
|                       |                   |                            |                                  |  |  |       |  |  | Federico I Gonzaga |  |  | Ludovico II Gonzaga |  |
|                       |                   | Barbara di Brandeburgo     |                                  |  |  |       |  |  | Federico I Gonzaga |  |  |                     |  |
| Francesco II Gonzaga  |                   |                            |                                  |  |  |       |  |  | Federico I Gonzaga |  |  |                     |  |
|                       |                   | Margherita di Baviera      | Alberto III di Baviera           |  |  |       |  |  |                    |  |  |                     |  |
|                       |                   | Margherita di Baviera      | Alberto III di Baviera           |  |  |       |  |  |                    |  |  |                     |  |
|                       |                   | Margherita di Baviera      | Anna di Braunschweig-Grubenhagen |  |  |       |  |  |                    |  |  |                     |  |
| Ferrante I Gonzaga    |                   | Margherita di Baviera      |                                  |  |  |       |  |  |                    |  |  |                     |  |
|                       |                   | Ercole I d'Este            | Niccolò III d'Este               |  |  |       |  |  |                    |  |  |                     |  |
|                       |                   | Ercole I d'Este            | Niccolò III d'Este               |  |  |       |  |  |                    |  |  |                     |  |
|                       |                   | Ercole I d'Este            | Ricciarda di Saluzzo             |  |  |       |  |  |                    |  |  |                     |  |
| Isabella d'Este       |                   | Ercole I d'Este            |                                  |  |  |       |  |  |                    |  |  |                     |  |
|                       |                   | Eleonora d'Aragona         | Ferdinando I di Napoli           |  |  |       |  |  |                    |  |  |                     |  |
|                       |                   | Eleonora d'Aragona         | Ferdinando I di Napoli           |  |  |       |  |  |                    |  |  |                     |  |
|                       |                   | Eleonora d'Aragona         | Isabella di Chiaromonte          |  |  |       |  |  |                    |  |  |                     |  |
| Cesare I Gonzaga      |                   | Eleonora d'Aragona         |                                  |  |  |       |  |  |                    |  |  |                     |  |
|                       | Andrea I di Capua | Francesco di Capua         |                                  |  |  |       |  |  |                    |  |  |                     |  |
|                       | Andrea I di Capua | Francesco di Capua         |                                  |  |  |       |  |  |                    |  |  |                     |  |
|                       | Andrea I di Capua | Elisabetta Conti           |                                  |  |  |       |  |  |                    |  |  |                     |  |
| Ferdinando I di Capua | Andrea I di Capua |                            |                                  |  |  |       |  |  |                    |  |  |                     |  |
|                       |                   | Maria d’Ayerbe d’Aragona   | Sancio d’Ayerbe d’Aragona        |  |  |       |  |  |                    |  |  |                     |  |
|                       |                   | Maria d’Ayerbe d’Aragona   | Sancio d’Ayerbe d’Aragona        |  |  |       |  |  |                    |  |  |                     |  |
|                       |                   | Maria d’Ayerbe d’Aragona   | Bianca Sanz                      |  |  |       |  |  |                    |  |  |                     |  |
| Isabella di Capua     |                   | Maria d’Ayerbe d’Aragona   |                                  |  |  |       |  |  |                    |  |  |                     |  |
|                       |                   | Giovan Francesco del Balzo | Raimondo del Balzo               |  |  |       |  |  |                    |  |  |                     |  |
|                       |                   | Giovan Francesco del Balzo | Raimondo del Balzo               |  |  |       |  |  |                    |  |  |                     |  |
|                       |                   | Giovan Francesco del Balzo | Antonia de Corretis              |  |  |       |  |  |                    |  |  |                     |  |
| Antonicca del Balzo   |                   | Giovan Francesco del Balzo |                                  |  |  |       |  |  |                    |  |  |                     |  |
|                       |                   | Margherita del Balzo       | Angilberto del Balzo             |  |  |       |  |  |                    |  |  |                     |  |
|                       |                   | Margherita del Balzo       | Angilberto del Balzo             |  |  |       |  |  |                    |  |  |                     |  |
|                       |                   | Margherita del Balzo       | Maria Conquesta Orsini del Balzo |  |  |       |  |  |                    |  |  |                     |  |
|                       |                   | Margherita del Balzo       |                                  |  |  |       |  |  |                    |  |  |                     |  |